# 奥里夫拉马
奥里夫拉马是巴西圣保罗州的一个市镇。总面积432.902平方公里，总人口13751人，人口密度31.8人/平方公里。